# Sólon Sales
Sólon Hanser Sales (Sorocaba, 5 de dezembro de 1923) é um cantor brasileiro.
Formou com um amigo a dupla caipira Samburá e Chapinha, na qual era o Chapinha. A dupla apresentou-se na Rádio Bandeirantes, e a partir de então foram convidados a participar de uma novela sertaneja realizada pela Rádio Cultura.
Em 1948 gravou seu primeiro disco, pela Continental, com o tango canção Segue teu caminho, de Arlindo Pinto e Mário Zan, e a valsa Belo Horizonte, de Anacleto Rosa Jr. e Arlindo Pinto.
Foi pioneiro da televisão brasileira, e se tornou conhecido como "O seresteiro da paulicéia". Em seu repertório destacam-se principalmente canções românticas, valsas e boleros. Gravou 36 discos em 78 rpm, contabilizando um total de 72 músicas.